# Рубель, Вадим Анатольевич
Вадим Анатольевич Ру́бель (род. 19 июня 1966) — украинский учёный, историк, специалист по истории Японии, цивилизаций Классического Востока и Доколумбовой Америки, политической истории стран Дальнего Востока. Доктор исторических наук (1999), профессор (2002). Автор научных публикаций в области японистики, кореистики, китаистики, арабистики, африканистики, америндологии (индеанистики). Автор новой транскрипционной системы записи японских слов украинской кириллицей.

## Биография
Рубель В. А. родился в 1966 году в г. Уфа, Башкортостан, РСФСР. Выпускник исторического факультета Киевского государственного университета им. Т. Г. Шевченко (1990). С 1990 года на преподавательской работе на кафедре истории древнего и средних веков Киевского университета имени Тараса Шевченко. В 1999 году защитил докторскую диссертацию на тему «Происхождение военно-самурайской государственности в традиционной Японии (сер. I тыс. до н. э. — кон. XIV век н. э.)», которая стала первой в украинской исторической науке докторской диссертацией в области японистики.
Опубликовал более 80 научных, учебных и учебно-методических трудов по истории, филологии и политологии в областях востоковедения и америндологии (индеанистики). Автор первого на Украине университетского учебника по Истории Средневекового Востока (2002); первого в украинской науке вузовского учебного пособия по истории цивилизаций Доколумбовой Америки (2005), первой в истории украиноязычной тематической хрестоматии по истории Средневекового Востока (3-е издание — 2011).

## Преподавательская деятельность
Преподает такие университетские дисциплины:
- «История Средневекового Востока»;
- «Классическое историописание традиционного Востока»;
- «История цивилизаций Доколумбовой Америки»;
- «Типология и динамика людских цивилизаций».

Член нескольких специализированных ученых советов по защите докторских и кандидатских диссертаций по профилю всеобщей истории, политологии и этнологии.
Член редколлегий специализированных научных журналов:
- «Східний світ» (Институт востоковедения им. А. Крымского НАН Украины);
- «Українська орієнталістика» (Национальный университет «Киево-Могилянская академия»).

## Основные труды
- Рубель В. А. Історія середньовічного Сходу: Курс лекцій: Навч. посібник. — Київ: Либідь, 1997. — 464 с.  (укр.)
- Рубель В. А. Японська цивілізація: традиційне суспільство і державність. — Київ: Аквілон-Прес, 1997. — 256 с.  (укр.)
- Рубель В. А. Історія середньовічного Сходу. Тематична хрестоматія: Навч. посібник. — Київ: Либідь, 2000 (2-ге вид., стереотип. — Київ: Либідь, 2002). — 624 с.  (укр.)
- Рубель В. А. Історія середньовічного Сходу: Підручник. — Київ: Либідь, 2002. — 736 с.  (укр.)
- Shevchenko Olga. The Stories of bygone years / Edited by V.A. Rubel: Manual for post-graduates and students of Humanities. — Kyiv: «Yurydychna Knyha» Publishing House, 2003. — 464 p.  (англ.)
- Рубель В. А. Історія цивілізацій Доколумбової Америки: Навч. посібник. — Київ: Либідь, 2005. — 504 с.  (укр.)
- Рубель В. А. Нова історія Азії та Африки: Постсередньовічний Схід (XVIII — друга половина XIX ст.): Навч. посіб. — Київ: Либідь, 2007. — 560 с.  (укр.)
- Рубель В. А. Транскрибування японських слів засобами української мови: проблеми і пропозиції // Східний світ. — 2009. — № 4. — С. 151—156.  (укр.)
- Головченко В. І., Рубель В. А. Нова історія Азії та Африки: Колоніальний Схід (кінець XIX — друга третина XX ст.): Навч. посіб. — Київ: Либідь, 2010. — 520 с.  (укр.)
- Рубель В. А. Історія Середньовічного Сходу: Тематична хрестоматія: Навч. посіб. — Вид. 3-тє, доп. і перероб. — Київ: Либідь, 2011. — 792 с.  (укр.)